# Paul Peter
Paul Peter (* 4. Dezember 1922 in Innsbruck; † 8. Juli 1993 in Baden bei Wien) war ein österreichischer Politiker (SPÖ, später DFP bzw. FPÖ) und Landesparteisekretär der SPÖ Vorarlberg. Er war von 1962 bis 1969 Abgeordneter zum Vorarlberger Landtag. 

## Ausbildung und Beruf
Peter besuchte nach der Volksschule in Innsbruck eine örtliche Hauptschule und absolvierte danach die Handelsakademie Innsbruck. Er diente während des Zweiten Weltkriegs ab 1941 in der deutschen Wehrmacht und kehrte 1945 aus der Kriegsgefangenschaft zurück. Nach seiner Rückkehr trat er 1946 in den Dienst des Amtes der Tiroler Landesregierung und war beim Arbeitsamt in Kufstein beschäftigt. Er wechselte im August 1953 als Landesparteisekretär der SPÖ Vorarlberg in das benachbarte Bundesland Vorarlberg und verlor nach seinem Parteiaustritt im April 1965 auch seine Anstellung als Landesparteisekretär. Peter war daraufhin ab 1965 als Angestellter beim Viehhandel Marte in Götzis beschäftigt.

## Politik und Funktionen
Peter wurde 1946 Mitglied der Sozialistischen Partei Österreichs und engagierte sich von 1946 bis 1953 als Jugendvertrauensmann der SPÖ Tirol. Er war in Tirol zudem Mitglied des SPÖ-Landesvorstandes Tirol und wirkte ab 1947 als Mitglied des Bundesvorstandes der Sozialistischen Jugend Österreichs. Des Weiteren war er stellvertretender Bezirksparteivorsitzender der SPÖ Kufstein. In Kufstein selbst gründete Peter den Jugendbeirat Kufstein und war Obmann des Arbeiter-Turn- und Sportvereins Kufstein. Nach seinem Wechsel nach Vorarlberg wurde Peter Parteivorsitzender der SPÖ Dornbirn und fungierte von 1953 bis 1965 als Mitglied des Landesparteipräsidiums der SPÖ Vorarlberg. Er war zudem von 1953 bis 1965 Landesparteisekretär der SPÖ Vorarlberg und wurde auf Bundesebene Mitglied des SPÖ Bundesparteipräsidiums. Zudem war er von 1962 bis 1969 Mitglied des Vorarlberger Landesschulrates.
Peter wurde als Abgeordneter des Wahlbezirkes Feldkirch am 5. April 1962 als Landtagsabgeordneter angelobt und wirkte als Schulsprecher des SPÖ-Landtagsklubs und Mitglied im Volkswirtschaftlichen Ausschuss. In seiner zweiten Periode als Landtagsabgeordneter war er bis zum 9. Dezember 1965 Mitglied und Obmann-Stellvertreter im Rechts- und Immunitätsausschuss sowie Mitglied im Erziehungs- und Volksbildungsausschuss. Nachdem Paul Peter 1965 aus der SPÖ ausgetreten bzw. ausgeschlossen worden war, trat er der Demokratischen Fortschrittliche Partei (DFP) des ehemaligen ÖGB-Chefs Franz Olah bei und war ab dem 21. Oktober 1965 fraktionsloser Abgeordneter im Landtag. Zudem übernahm er 1965 die Funktion des Landesobmanns  der Demokratischen Fortschrittlichen Partei. 1969 wechselte er zur Freiheitlichen Partei Österreichs.

## Privates
Peter war ab 1948 verheiratet und Vater dreier Kinder. 